# 兴城城隍庙
兴城城隍庙位于中国辽宁省葫芦岛市兴城市古城内财神庙胡同与西吊桥胡同交界处东北侧，始建于明正统七年（1442），明嘉靖和清康熙、嘉庆、同治和光绪年间均曾维修，现状为2003年9月至2004年6月重修，为辽宁省内保存最为完整的城隍庙。其中轴线上依次为山门、灵官殿、城隍殿和斗姆殿，城隍殿两侧有东西配殿（均为复建），斗姆殿东侧有吕祖殿，除城隍殿为面阔五间、单檐歇山顶外，其它均为面阔三间，单檐硬山顶。